# Миры братьев Стругацких

Книги серии в формате покетбука. Внизу корешков (на фото — слева) видны изображения семигранной гайки, ставшей символом серии

«Миры братьев Стругацких» — книжная серия, публиковавшаяся по инициативе Николая Ютанова издательскими фирмами «Terra Fantastica» и АСТ в 1996—2015 годах.
В середине 1990-х годов российский книжный рынок оказался «готов» к принятию новых изданий братьев Стругацких. Успех первого сборника «Время учеников» привёл в 1996—1997 годах к пятитомному коммерческому проекту издания «истории галактического будущего» (от «Страны багровых туч» до «Волны гасят ветер»). К 2000 году в 14 книгах в твёрдых переплётах были опубликованы все повести и романы, некоторые рассказы, драматургические произведения и переводы, выполненные Стругацкими, а также двухтомная «Энциклопедия» и три сборника «Время учеников». В 2003 и 2009 годах к ним добавились два дополнительных тома, а в 2004 году — биография Б. Вишневского: всего 22 книги. Допечатки следовали до 2012 года, некоторые книги вышли 100-тысячным тиражом.
В XXI веке издательство «Сталкер» вместе с группой стругацковедов «Людены» начали параллельную серию малого формата в мягких обложках, в которых увидели свет практически все тексты соавторов в формате покетбука. Всего в 2003—2015 годах были напечатаны 32 книги разного содержательного состава. Тираж наиболее популярных произведений достигал 50 тысяч экземпляров.

## История
По сведениям А. Черткова и Н. Ютанова, серия «Миры братьев Стругацких» состоялась в результате объединения изначально разных проектов. С весны 1991 года А. Чертков начал издание сборника писателей-фантастов, «продолжающих» разные произведения Стругацких. Эта идея не одобрялась Б. Н. Стругацким (А. Н. Стругацкий умер 12 октября 1991 года), а далее проект надолго отсрочился из-за финансовых проблем российского книгоиздания 1990-х годов. Идеей Черткова в сентябре 1995 года заинтересовалось руководство издательства «АСТ», позднее было получено и согласие Б. Стругацкого, написавшего к сборнику «Время учеников» предисловие «К вопросу о материализации миров». Успех сборника показал, что рынок готов к возвращению на него Стругацких, после чего Н. Ютанов предложил издать пять томов, посвящённых истории галактической цивилизации Земли XXII века. Для написания предисловий и послесловий был привлечён публицист С. Переслегин. Проект «Миры братьев Стругацких» стартовал осенью 1996 года после выхода второго издания сборника «Время учеников», пять книг «Миров…» вышли к маю 1997 года не в порядке нумерации (порядок был таков: «4, 5, 3, 2 и только под занавес 1»). Технической подготовкой издания занималось петербургское издательство «Terra fantastica». Единое серийное оформление включало семигранную гайку, ставшую символом всей серии. Ещё до завершения первоначального пятитомника (книги со «Страной багровых туч») вышел том, включающий повесть «Понедельник начинается в субботу» и обе редакции «Сказки о Тройке»; с тех пор «Сказка о Тройке» издаётся только таким образом.
Рыночный успех привёл к превращению «Миров…» в полноценное собрание сочинений, включавшее 14 томов, ко всем из которых С. Переслегин написал послесловия. К изданию «Страны багровых туч» и последующих произведений подключилась группа стругацковедов «Людены», работающая с архивом Стругацких. В том же серийном оформлении вышли ещё две антологии «Время учеников» (№ 2 и 3), а также двухтомная «Энциклопедия», подготовленная группой «Людены» (составитель Владимир Борисов), в которой, помимо собственно энциклопедических статей, были напечатаны комментарии Виктора Курильского к тринадцати томам собрания сочинений и библиография произведений Стругацких (составители В. Казаков, А. Керзин, Ю. Флейшман). В XXI веке серия продолжилась томами «Бессильные мира сего» (2003), фактически представляющим собой переиздание 12-го дополнительного тома «чёрного» собрания сочинений, и «Интервью длиною в годы» (2009), составленным на основе офлайн-интервью Бориса Стругацкого. В похожем на серийное оформлении вышло одно из изданий книги Бориса Вишневского «Аркадий и Борис Стругацкие: двойная звезда» (на странице с копирайтами значилось «Серия основана в 1996 году», но какая именно, не указана). Последние дополнительные тиражи «Миров…» в твёрдом переплёте печатались в 2012 году.
Произведения серии были оформлены как оригинальными иллюстрациями 1960—1970-х годов, так и работами современных художников (Я. Ашмарина, А. Карапетян). Спешка в подготовке издания привела к некоторым потерям в первых пяти томах: в ряде случаев были утрачены эпиграфы (например, в «Трудно быть богом»), встречались опечатки.
В 2003—2015 годах выходила серия «Миры братьев Стругацких» в мягкой обложке, с оформлением, повторяющим основную серию; в её составе опубликованы 32 книги формата покетбука. Первоначальные тиражи были выпущены донецким издательством «Сталкер» при техническом содействии ООО «Издательство АСТ». Большинство текстов произведений даны не в редакции основной серии «Миров…», а в версии «чёрного» собрания сочинений издательства «Сталкер» группы «Людены» (2000—2003). Почти все книги серии дополнены соответствующими фрагментами из «Комментариев к пройденному» Бориса Стругацкого. Киносценарий «Жук в муравейнике» и пьеса «Без оружия» выходили в обеих сериях «Миров…», но волей Б. Стругацкого не печатались в составе «чёрного» собрания сочинений.
| Годы издания | Издательство                         | Число выпусков | Технические данные                                                | Комментарий |
| ------------ | ------------------------------------ | -------------- | ----------------------------------------------------------------- | --- |
| 1996—2012    | «АСТ», «Terra Fantastica», «Сталкер» | 22             | Формат: 84×108/32 (130×200 мм), твёрдый переплёт, 400—700 страниц | 14 книг художественных текстов и переводов (1996—1999); два тома энциклопедии (1999); три книги проекта «Время учеников» (1996—2000); два дополнительных тома серии (2003, 2009) и книга Б. Вишневского (2004)                     |
| 2003—2015    | «АСТ», «Terra Fantastica», «Сталкер» | 32             | Формат: 70×90/32 (107×165 мм); мягкий переплёт; 208—464 страницы  | Повесть «Сказка о Тройке» в 2004 году вышла в серии двумя отдельными изданиями, с приложением в каждой книге отрывка из «Комментариев к пройденному». В 2009 году напечатана книга с обоими вариантами текста, но без комментариев |

## Концепция издания
В отличие от традиционных собраний сочинений, в рамках серии «Миры братьев Стругацких» издатели приняли решение опубликовать наиболее популярные произведения авторов в тематическом порядке.
Первоначально Н. Ютановым предполагалось издание пяти томов, куда в основном входили произведения, действие которых разворачивается в Мире Полудня. Сочинения Стругацких рассматривались как описание единой истории будущего и были вписаны в его картину. С. Переслегиным были написаны предисловия и послесловия к каждому тому от лица земного прогрессора, работающего на планете Гиганда в 2255 году. Он счёл, что историю коммунизма будет удобнее излагать от лица резидента коммунистической Земли, действующего в мире, который по уровню развития сравним с земным XX веком. В версии С. Переслегина наибольшее неприятие критиков и деятелей фэндома вызвала исходная посылка: коммунизм стал следствием поражения СССР во Второй мировой войне. Из-за этого война длилась значительно меньше, нанесла меньший материальный и демографический ущерб, не привела к развитию ракетной техники, инерциальной навигации и систем автоматического управления. «…Этапа Спутника в мире „Стажёров“ не было, и сразу же создавались корабли, управляемые людьми: пилоты, а не гироскопическая автоматика удерживали эти корабли в равновесии на стартовом и посадочном участке, штурманы, а не кибернетические системы вели их к цели. Отсюда — значительно бо́льшая роль человеческого фактора». Уничтожить советскую модель социализма даже в этих условиях было совершенно невозможно, «накопленный энтузиазм тридцатых — сороковых тратился в Советском Союзе этой Реальности на решение существенно более полезных задач, нежели „смертный бой“ и „ядерный паритет“». Украинский писатель и критик Михаил Назаренко назвал концепцию Переслегина «кощунственной», причём не только по отношению к реальным солдатам Великой Отечественной войны, но и к героям Стругацких, которые боролись с фашизмом.
Редакторы серии предприняли попытку реконструкции экономики мира будущего Стругацких, увязанной с уровнем развития техники и технологий, описываемых в текстах. С. Переслегин основывался на технических несоответствиях реальности конца XX века и представлений Стругацких о космической технике XXI века, в первую очередь из «предполуденной» трилогии. Мир «Стажёров» не знал ракет на химическом топливе, а атомный космический двигатель в повести «Страна багровых туч» (действие которой разворачивается на рубеже 1980—1990-х годов) назван безнадёжно устаревшим. При этом авионика космической техники очень своеобразна: в «Стране багровых туч» первый пилот Спицын вручную крутит верньеры и определяет пеленг. В «Пути на Амальтею» штурман фотонного планетолёта «Тахмасиб» Крутиков работает за пультом «вычислителя», а командир корабля Быков лично проверяет финиш-программу на листе разграфлённой бумаги. Штурман голосом сообщает ему расстояние до экзосферы Юпитера. В этой же повести измерительная аппаратура планетологов работает под высоким напряжением, включая спектрограф, батиметр (с рабочим диапазоном 300 атмосфер) и бомбосбрасыватель, заряды для которого весят по 20 кг, что делает работу учёных изнурительной и опасной. Планетолог Дауге вручную считывает и отождествляет спектральные линии. В повести «Стажёры» (действие её разворачивается спустя десять лет) бортинженер Жилин всё свободное время настраивает недублированный фазоциклёр — часть контрольной системы отражателя фотонного привода. Впрочем, аналогичные технические проблемы (примитивность связи, управления, вычислительной техники и автоматического контроля) являются хроническими и для романа «Полдень, XXII век». Стажёр-океанолог Белов во время приступа глубинного психоза едва не открывает люк в батискафе Кондратьева на километровой глубине. Планетолёт Горбовского «Скиф-Алеф» не имеет связи с кораблём-маткой и искусственными спутниками команды исследователей планеты Владислава. Измерительная аппаратура «десантника» Атоса-Сидорова работает на печатных платах, которые раскалываются от сотрясения и перегрузок. В повести «Далёкая Радуга» ульмотроны «с полумикронным допуском» являются дефицитом, ибо собираются вручную. Не существует персональных компьютеров или их аналога, нет единой электронной сети как социально значимого инструментария, несмотря на существование Большого Всепланетного Информатория (БВИ).
Для нужд серии Б. Н. Стругацкий разрешил редактирование текстов, призванное увязать их содержание в рамках единого мира. Например, во всех текстах оригинальное «Мировой совет» было заменено на «Всемирный совет». В повести «Парень из преисподней» название планеты Тагора заменено на Магора и т. п. В рамках игры в будущее это подавалось как «неточности исторического характера»; впрочем, Борис Стругацкий отказался принимать личное участие в редактировании.